# سي تي في (كندا)
سي تي في (بالإنجليزية: CTV Television Network)‏ هي شبكة تلفزيونية أرضية كندية ناطقة بالإنجليزية تم إطلاقها في عام 1961. وهي أكبر شبكة تلفزيونية خاصة في كندا.